# ルドミル・ルジツキ
ルドミル・ルジツキ（Ludomir Różycki、1884年11月6日 - 1953年1月1日）は、ポーランドの作曲家、指揮者。

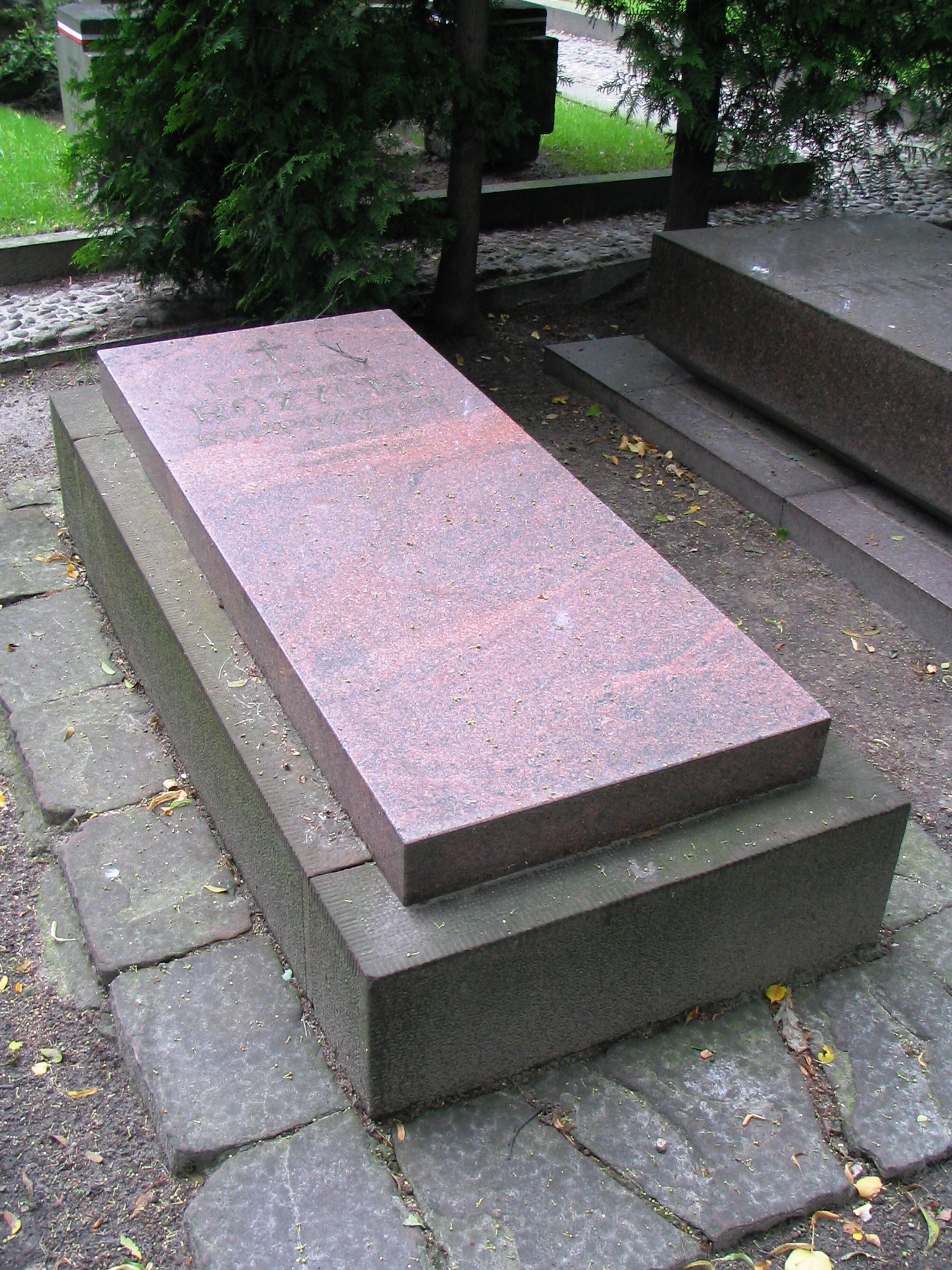
ルジツキの墓

## 経歴
ワルシャワ出身。ワルシャワ音楽院の教授の息子で、同音楽院でピアノと作曲を学んだ。その後ベルリンに留学し、エンゲルベルト・フンパーディンクに師事した。1907年からレンベルクでオペラ指揮者兼ピアノ教師として活動し、やがてワルシャワに活動の拠点を移した。カロル・シマノフスキ、グジェゴシュ・フィテルベルクらとともに「若きポーランド」を組織し、ポーランドの音楽文化の活性化に努めた。カトヴィツェで没。
彼のバレエ『パン・トファルドフスキ』はポーランドで最初の大規模なバレエで、コペンハーゲン、プラハ、ブルーノ、ザグレブ、ベオグラードなどで演奏され、ワルシャワでは800回以上上演された。他に8つのオペラなどがある。